# 진저론
진저론(Zingerone, vanillylacetone)은 생강의 주된 맛 성분으로, 조리된 생강의 달콤한 맛을 제공한다. 진저론은 물에는 인색하게 녹는 편이며 에테르에는 잘 녹는 결정형 고체이다.
진저론은 바닐린과 유제놀 등 다른 맛 화학 물질들과 화학 구조가 비슷한 편이다. 스파이스 오일의 향 첨가물로 사용된다.
신선한 생강은 진저론이 포함되어 있지 않으나 생강 뿌리를 조리하거나 말릴 때 생성되며 이는 진저롤에 알돌레이스를 유발한다.